# Тімінці (Слободський район)
Ті́мінці (рос. Тиминцы) — присілок у складі Слободського району Кіровської області, Росія. Входить до складу Озерницького сільського поселення.
Населення становить 4 особи (2010, 1 у 2002).
Національний склад станом на 2002 рік — росіяни 100 %.